# Сьюдад-Манте
Сьюдад-Манте (исп. Ciudad Mante) — город в Мексике, штат Тамаулипас, входит в состав муниципалитета Эль-Манте и является его административным центром. Численность населения, по данным переписи 2010 года, составила 84 787 человек.

## Топонимия
Название Mante с языка народа уастеки можно перевести как место каноэ, а также с языка народа сапотеки можно перевести как жёлтое дерево.

## История
Поселение было основано 8 марта 1764 года под названием Ранчо-Каноэс.
В 1921 году поселение было переименовано в Вилья-Хуарес, и сюда был перенесен административный центр муниципалитета Эль-Манте.
28 октября 1937 года поселение получило статус города и было переименовано в Сьюдад-Манте.